# José Alberto Benítez

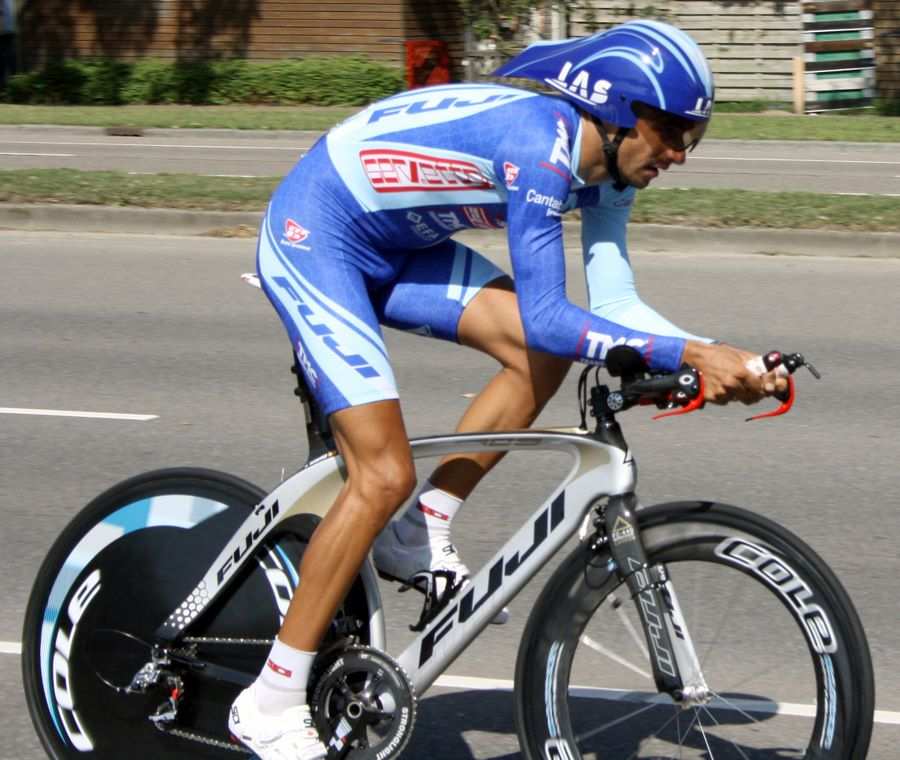
José Alberto Benítez (2009)

José Alberto Benítez Román (* 14. November 1981) ist ein ehemaliger spanischer Radrennfahrer.

## Sportliche Karriere
José Alberto Benítez begann seine Radsportkarriere 2005 bei dem kleinen spanischen Continental Team Spiuk, für das er eine Etappe der Vuelta Ciclista a León gewann. 2006 wechselte er zum spanischen ProTeam Saunier Duval-Prodir. Er gewann für diese Mannschaft zwei Etappen der Vuelta a México und beendete vier Grand Tours. Er beendet seine Karriere 2011 beim Team Andalucía Caja Granada.

## Erfolge
2005
- eine Etappe Vuelta Ciclista a León

2008
- zwei Etappen Vuelta a México

## Grand-Tour-Platzierungen
| Grand Tour            | 2006 | 2007 | 2008 | 2009 | 2010 | 2011 |
| --------------------- | ---- | ---- | ---- | ---- | ---- | ---- |
| Giro d’ItaliaGiro     | –    | –    | –    | –    | –    | –    |
| Tour de FranceTour    | –    | –    | –    | –    | 145  | –    |
| Vuelta a EspañaVuelta | 101  | –    | –    | –    | 75   | 130  |

## Teams
- 2004 Saunier Duval-Prodir (Stagiaire)
- 2005 Spiuk-Semar
- 2006 Saunier Duval-Prodir
- 2007 Saunier Duval-Prodir
- 2008 Saunier Duval-Scott / Scott-American Beef
- 2009 Fuji-Servetto
- 2010 Footon-Servetto
- 2011 Andalucía-Caja Granada